# Iàkovlev Iak-3
El Iak-3 (en rus: Як-3), conegut inicialment com a I-30, fou un caça monomotor d'ala baixa fabricat per l'oficina de disseny soviètica de Iàkovlev durant els anys 40 a partir del Iàkovlev Iak-1, i va entrar en servei en la Força Aèria Soviètica, amb la qual va participar en la Segona Guerra Mundial, a on va tenir un bon rendiment perquè era més lleuger i petit que els seus rivals, i a la seva alta relació entre el pes i la potència.

## Història
Quan l'URSS i Alemanya entren en guerra el 1941 l'oficina de projectes del constructor Aleksandr Iàkovlev concep un monomotor que volarà, com a prototip el mateix 1941 i que de seguida va començar a ser produït en sèrie fabricant-se unes 4.800 unitats fins al maig de 1945.
Amb el seu motor Klimov 105 i la seva mida petita es converteix ràpidament en un dels caces més àgils de la Segona Guerra Mundial. Aquesta agilitat a baixa altitud i una òptima relació pes-potència li permet enfrontar-se amb moltes garanties als caces de la Luftwaffe. Se'n va construir una versió amb èquip antitancs amb un canó de 37 mm al eix i dos canons de 20 mm a les ales.
A partir d'agost de 1944, la Normandie-Niémen, una unitat de voluntaris francesos que va lluitar del costat dels soviètics, reben com a regal de l'estat soviètic Iak-3 com a agraïment pels serveis prestats. Anys després va servir de base per a la construcció de l'avió d'entrenament Iàkovlev Iak-11, i el primer caça de reacció soviètic viable, el Iàkovlev Iak-15.